# Интикуль
Интикуль — посёлок в Новосёловском районе Красноярского края России. Входит в состав Толстомысенского сельсовета.

## География
Посёлок расположен в 28 км к западу от районного центра Новосёлово.

## Население
| 2010 |
| ---- |
| 443  |

Гендерный состав
По данным Всероссийской переписи населения 2010 года 231 мужчина и 212 женщина из 443 чел.